# Daheishan Dao
Daheishan Dao (kinesiska: 大黑山岛) är en ö i Kina. Den ligger i provinsen Shandong, i den östra delen av landet, omkring 350 kilometer nordost om provinshuvudstaden Jinan. Arean är 7,8 kvadratkilometer. Den sträcker sig 4,4 kilometer i nord-sydlig riktning, och 2,8 kilometer i öst-västlig riktning.

Genomsnittlig årsnederbörd är 750 millimeter. Den regnigaste månaden är juli, med i genomsnitt 295 mm nederbörd, och den torraste är januari, med 11 mm nederbörd.